# Авл Офілій
Авл Офілій (*Aulus Ofilius, I ст. до н. е. ) — давньоримський правник часів занепаду Римської республіки.

## Життєпис
Походив зі стану вершників. Про родину Офілія мало відомостей. Навчався у відомого на той час правника Сервія Сульпіція Руфа. Згодом став другом Гая Юлія Цезаря, підтримуючи того у політичних справах. Втім швидко відмовився від політичної кар'єри, зосередившись на правництві. Його учнями були Квінт Елій Туберон, Гай Атей Капітон, Марк Антистій Лабеон.

## Твори
У доробку переважно праці з цивільного права. Авл Офілій склав перший великий коментар до преторського едикту. Також значною роботою була «Ius civile», яка часто цитувалася наступними правниками. Крім того, є автором «De legibus», «Actiones», «Libri iuris partiti», «Ad Atticum».